# Tell Me When
"Tell Me When" es una canción del grupo británico de synthpop The Human League. Escrito conjuntamente por el cantante Philip Oakey y Paul C. Beckett, fue grabado en "Human League Studios", Sheffield, en 1994. El sencillo y el álbum Octopus fueron producidos por Ian Stanley (antes de Tears for Fears). Alcanzó el puesto número 6 en la lista de singles del Reino Unido, mientras que alcanzó el número 4 en la lista de baile del Reino Unido. En los Estados Unidos. Alcanzó el puesto 31 en el Billboard Hot 100 y el número 15 en el Billboard Hot Dance Club Play.

## Composición
La canción fue escrita originalmente para el acto, "Fast Arithmetic" (Oakey - Beckett), un proyecto paralelo en desarrollo dentro del entorno de HL. Una versión de demostración se grabó en 1991 y se presentó a Max, Ian y Jean en East West. Luego se convirtió en el primer lanzamiento de la banda bajo su nuevo sello EastWest, que había firmado con Human League después de su despido por Virgin en 1992.
Como fue el primer lanzamiento comercial de la banda en el Reino Unido durante cuatro años, a menudo se describe incorrectamente como un regreso, ya que mucha gente creía erróneamente que la banda se había disuelto en 1990. El director de la banda, Philip Oakey, no está de acuerdo con esta descripción y señalará en entrevistas que la banda nunca ha dejado de grabar y realizar desde su formación en 1977. La banda había colaborado con Yellow Magic Orchestra antes de firmar con EastWest. 

## Lanzamiento y promoción
"Tell Me When" fue el primer sencillo de Human League lanzado por Octopus y se publicó antes del álbum. Fue emitido el 26 de diciembre de 1994. Lanzados en una variedad de formatos de single de Vinilo y CD, estos incluían remixes de "Tell Me When" de artistas electrónicos contemporáneos Utah Saints, Development Corporation y Red Jerry, una cara B que no es un álbum ("The Bus to Crookes"), y una pista de la reciente colaboración de la banda con YMO.
"Tell Me When" se convirtió en el sencillo de mayor éxito comercial de The Human League en nueve años y reintrodujo a la banda a gran parte del público británico. Recibió una considerable promoción en la radio antes de su lanzamiento en el Reino Unido a fines de 1994, llegando a las ondas de radio en un momento en que muchas personas comenzaban a fatigarse con las canciones navideñas. Radio 1 tocó la canción tres semanas antes del lanzamiento y Capital FM la tocó dos semanas antes. En el momento de su lanzamiento, el sencillo recibió más de mil reproducciones por semana en todos los ámbitos, según East West Records. Un mes después de su lanzamiento, el sencillo fue ganando difusión en los principales mercados de radio de Europa. 
Encabezó las listas de Major Market Airplay en el Reino Unido durante dos semanas a partir del 4 de febrero, registrando un total de 915 reproducciones durante la semana del 11 de febrero. Según East West Records, el sencillo había alcanzado unas ventas de alrededor de 200.000 copias. El director de música de Capital 95.8, Richard Park, dio la bienvenida al sencillo y dijo: "el mercado está listo para una nueva dosis de Human League". posición desde que "(Keep Feeling) Fascination" alcanzó el número dos en 1983, y pasó un total de nueve semanas en la lista. También alcanzó el puesto 31 en el Billboard Hot 100, el 15 de abril de 1995, lo que le dio a la banda su último éxito hasta la fecha en los Estados Unidos. A la canción le fue bien en la lista Mainstream Top 40, donde alcanzó el número nueve el 22 de abril de 1995.

## Críticas
Varios críticos del álbum Octopus destacaron "Tell Me When" como una pista destacada. 
Dave Thompson de AllMusic dijo que se hace eco de material anterior, comparándolo con "Fascination" y "Mirror Man". Fue más allá, diciendo que "la verdadera diferencia se encuentra en las letras de estilo viñeta y las voces más complejas. Y estos pequeños cambios marcan la diferencia, convirtiendo los sueños de sintetizadores en éxitos de techno club". David Bauder de Associated Press calificó la canción de "espléndida", y señaló que es una "melodía reluciente, con sintetizadores tipo Kraftwerk y la voz de Phil Oakey endulzada por sus dos compañeras Joanne Catherall y Susan Ann Sulley. Se ubica entre sus mejores trabajos". Añadió que era la única canción del álbum "con algún valor". También Larry Flick de Billboard fue favorable, escribiendo, el acto británico de synth-pop que disfrutó de un alto perfil durante los años 80 regresa con un swinger que se filtra. , que se remonta a sus éxitos ahora clásicos, "Don't You Want Me" y 'Fascination' ". Anderson Jones de Entertainment Weekly lo describió como" burbujeante "y" amigable con la radio ", al tiempo que llamó al álbum "mediocre". El escritor musical James Masterton dijo: "Puede que no sea el mayor éxito nuevo de la semana, pero sin duda es el más significativo", y concluyó diciendo que "suena como la Liga Humana típica de antaño".
Un crítico de Music & Media comentó: "¿Regreso del año? Eso depende de ti. De todos modos, el regreso de la banda de sintetizadores de Sheffield en la división principal del pop crea un gran revuelo en la tierra de la radio". En la reseña del álbum , el crítico dijo que "Tell Me When" "retrata a Phil Oakey y las chicas como una réplica perfecta de la banda de electro pop alrededor del álbum Dare de 1981". Music Week calificó el sencillo con cinco de cinco, describiéndolo como "prístino el synth pop como un plomo profundo de Oakey y las armonías femeninas hacen de este el sencillo más alegre de la semana. Bienvenido de nuevo ". James Hamilton de RM Dance Update de la revista lo consideró" el típico grito de Human League ". John Kilgo de The Network Forty escribió: "¡Este es un gran regreso para el trío de Sheffield, Inglaterra! Un lanzamiento de techno-pop lleno de energía resaltado por un gancho muy pegadizo. Este éxito es una obviedad". People Magazine declaró que "su nuevo sencillo" Tell Me When "ha vuelto a poner de moda a Human League". Añadieron: "Pero la melodía es un anacronismo contagioso: el trío de sintetizadores sigue tintineando tan desalmado como lo hicieron en 1982, cuando alcanzaron el número uno con "Don't You Want Me". Tony Cross de Smash Hits dijo que es "lo mejor" del álbum. David Sinclair de The Times comentó: "Todos los componentes familiares son aquí una melodía de unión de puntos, un arreglo de synth-pop bailable, un estribillo pegadizo de chicle, pero el resultado suena desconcertantemente como la Liga Humana en números".
- Datos: Q384031